# Stubwiesalm
Die Stubwiesalm ist eine Alm in der Gemeinde Spital am Pyhrn im österreichischen Bundesland Oberösterreich. Die Alm liegt etwa 1,5 km nördlich der Wurzeralm, im Osten des Toten Gebirges, in einer Höhe von 1500 m ü. A. Die Alm befindet sich am Nordwestfuß des Stubwieswipfels. Die Stubwiesalm hat eine Fläche von 407 Hektar, davon sind 55 Hektar Weidefläche. Die Alm ist in Privatbesitz und vier Bauern besitzen Servitutsrechte. Sie treiben etwa 60 Rinder auf. Die Stubwiesalm ist von der Wurzeralm über eine Forststraße erreichbar, die für den öffentlichen Verkehr gesperrt ist. Der Name leitet sich von einer beheizbaren Hütte (Stube) ab.

## Geschichte
Die Stubwiesalm dürfte im 13. Jahrhundert die Alm der fünf Schwaighöfe westlich der Teichl gewesen sein. Sie wurde auch als Imbergalm bezeichnet. 400 Meter nördlich befindet sich der Kaskeller, eine Höhle, die zur kühlen Lagerung von Lebensmitteln diente.

## Wandern
Die Alm liegt am Weg 218, der von der Wurzeralm zur Dümlerhütte führt. Unmarkierte Steige führen von der Alm zum Seespitz und zur Weierbauernalm.